# Shrimad Rajchandra
Shrimad Rajchandra, nacido Raichandbhai Ravjibhai Mehta, fue un prominente poeta Jainista, filósofo y alma realizada. Él es conocido por sus enseñanzas sobre el Jainismo y como guía espiritual de Mahatma Gandhi.

## Vida
Shrimad Rajchandra nació el 9 de noviembre de 1867 en Vavania Bandar, Gujarat. Su madre era Jainista y su padre era Vaishnava Hindú. Desde muy pequeño mostró un elevado sentido de la moral y la espiritualidad, además de haber nacido con dotes de inteligencia sumamente inusuales para personas de su edad. Siempre tuvo un interés muy grande en la filosofía y la religión. Al inicio su interés fue más del lado Vaishnava (guiado por su abuelo paterno), pero después profundizó más en la religión Jainista hasta por fin llamar su camino el camino universal de la realización del alma (que trasciende ideas sectarias de cualquier tipo de religión organizada, incluyendo también las organizaciones supuestamente adscritas y representativas del "Jainismo").
Su obsesión de vida fue lograr el objetivo real de la transendencia humana a través del camino espiritual dejado por grandes almas elevadas en el pasado como Mahavira y otros "Tirthankaras" Jainistas. Buscando siempre la pureza del alma y observando siempre un carácter impecable, se rehusó a tomar partido entre las diferencias existentes en el "Jainismo organizado" y retomar el camino de la pureza de la religión y la realización de la Verdad Absoluta (entendida en el sentido compasivo, a diferencia de la búsqueda para la verdad violenta que caracteriza muchas veces el crecimiento "científico" material).
Fue un gran defensor de la vida, la inocencia y todos los seres vivientes--en línea con lo que han dicho las grandes almas Jainistas desde el principio de la historia humana (el Jainismo tiene por lo menos 5,000 años de antigüedad). 
Escribió muchas obras notables cuyo objetivo es ayudar a la autorrealización de otras almas buscadoras, a través del camino de la compasión, el perdón y la no violencia.
Entre las obras destacadas, está el poema (y la explicación sobre los versos del poema, que le fue pedida debido a que para un devoto suyo no era fácil descifrar el significado profundo de los versos solamente por la poesía) Atma-Siddhi (que en inglés fue traducido por uno de sus seguidores como "The Self Realization" ó La Realización del Ser). Esta obra es de 108 versos, de cuatro estrofas cada uno, escritos sin parar en tan solo una hora y media--con perfecto ritmo, rima y significado profundo de muchas lecciones que ayudan a la realización del ser. Algunos de los temas destacados son las 6 pruebas de la existencia del alma, los pasos necesarios para su liberación, la definición de lo que es un devoto sincero y fiel. Uno de los temas centrales de La Realización del Ser son las 6 verdades del alma: 
1. El alma existe. El poeta argumenta y prueba inferencialmente la existencia eterna del alma.
2. El alma es eterna. El poeta argumenta y prueba inferencialmente la indestructibilidad del alma.
3. El alma es la que hace. El poeta demuestra como el alma es el actor de sus propias acciones.
4. El alma es la que recibe. El poeta describe como el alma recibe las consecuencias buenas, malas o en consciencia de sus propias acciones pasadas.
5. La liberación existe. El poeta resuelve dudas con respecto a la existencia de la liberación del alma.
6. El camino a la liberación existe. El poeta invita a la contemplación acerca de los caminos de liberación del alma.

Mokshamälä (o el ornamento de la liberación-la palabra "Moksha en Sanskrit y Prakrit quiere decir liberación eterna del alma del mar eterno de sufrimientos, el "Samsara") es un libro escrito a la corta edad de 16 años por un niño prodigio que contiene 108 lecciones en orden cronológico para mostrar al lector los pasos necesarios, en un lenguaje liviano y fácil de entender, pero con significados sumamente profundos, para lograr avanzar en la vida espiritual y para logra la eventual liberación del alma. El libro empieza con la lección del respeto a las cosas sagradas y va tocando puntos importantes en creciente orden de complejidad, de tal forma que para un buscador sincero este libro puede servir para guiar el crecimiento espiritual de toda una vida humana.
Bhavana Bodh es un libro que contiene 12 lecciones de auto-realizaciones de vida que son realizaciones que las almas más avanzadas en términos espirituales han logrado mantener en su concepción de vida el 100% del tiempo. Para un estudiante espiritual, está diseñado este libro de tal forma que estas 12 meditaciones primero se conocen y se contemplan, de tal forma que pueda lograrse la inspiración para poder ponerse en práctica en la priopia vida del devoto. Las 12 realizaciones son:
1. Anitya Bhavana ("Contemplation of Transience") -- Contemplación de la Trascendencia. Esta contemplación conlleva realizar que el cuerpo de uno y sus placeres añadidos, prosperidades, riquezas, relaciones familiares, hijos, padres y otras cosas--todas estas son transitorias y en algún momento morirán.
2. Asharan Bhavana ("Feeling of helplessness") -- Sentimiento de Indefensión. Es realizar que cuando la muerte se acerca, nada puede salvar a un ser viviente, que está indefenso y nada puede protegerle de la muerte.
3. Sansar Bhavana ("Contemplation of sufferings in worldly life") -- Contemplación de los sufrimientos de la vida mundana. Contemplación que el alma viviente repetidamente ha tenido ciclos de nacimiento y muerte en el mundo y tomado cada una forma de existencia de humano, animal, paraíso e infierno, el fuerte sentimiento de ¿cuándo será el momento de liberarme de éstos ciclos mundanos?
4. Ekatva Bhavana ("Contemplation of singleness") -- Contemplación de Singularidad. Contemplar que uno ha venido al mundo solo o sola y se irá solo o sola; que uno estará solo en sufrir los resultados de sus propias acciones buenas y malas.
5. Anyatva Bhavana ("Contemplation of Separatedness) -- Contemplación de Separación. Contemplar que en este mundo nadie está relacionado con nadie más en su vida interna espiritual, es decir, que la vida espiritual de cada uno, así como sus frutos y consecuencias, es completamente separada e individual.
6. Ashuchi Bhavana ("Contemplation of Impurity") -- Contemplación de la Impureza. Contemplar que el cuerpo está separado del alma, y mientras que las cualidades de alma con conocimiento, paz, bondad y poder absolutos, el cuerpo está lleno de impurezas físicas como orina y enfermedades y también de impurezas metafísicas como envidia, avaricia, lujuria, soberbia, ira, etc.
7. Asrava Bhavana ("Contemplation of Incoming Elements") -- Contemplación de Elementos que Llegan. Contemplar que hay elementos que llegan como apegos, odios, ignorancia y la creencia errónea del mundo de ilusiones en el que vivimos es verdadero y que todas estas cosas no son auspiciosas para el alma y la están haciendo impura.
8. Samvar Bhavana ("Contemplation of restraint of new bondages") -- Contemplación del apaciguamiento de nuevas ataduras. Mantener la mente de uno en tales actividades que permitan el crecimiento del conocimiento verdadero y practicar la correcta meditación, de esta forma alejándose de acciones y actividades que atan al alma en situaciones y cosas mundanas.
9. Nirjara Bhavana ("Contemplation of shedding of bondages") -- Contemplación de la destrucción de ataduras. El crecimiento del verdadero conocimiento y la consecuente puesta en práctica de comportamientos puros dan como resultado la paulatina destrucción de ataduras acumuladas debido a los errores del pasado.
10. Lokaswarup Bhavana ("Contemplation of knowing the nature of the fourteen Worlds") -- Contemplación del conocimiento de la naturaleza de los catorce mundos. Pensar y refleccionar en la naturaleza de los "catorce mundos", o todas las posibles existencias de vida, sus estados resultantes y sus consecuencias de las forma que se logra un discernimiento primero abstracto y luego en vida propia que permite discernir los distintos elementos que conforman la realidad y de ese punto de partida posicionarse firmemente en la mejor postura que es la propia liberación eterna del alma.
11. Bodh Durlabha Bhavana ("Contemplation of rareness of true knowledge") -- Contemplación de la rareza del conocimiento verdadero. Contemplar que obtener una situación de vida en la que uno encuentra o es presentado conocimiento verdadero en un estado en que uno puede absorberlo, entenderlo y apreciarlo, y después incluso implementarlo es sumamente raro (y por lo tanto si se da en una vida, debe ser infinitamente apreciado y agradecido).
12. Dharma Durlabha Bhavana ("Contemplation of difficulty of knowing true religion") -- Contemplación de la dificultad de conocer la verdadera religión. Contemplar que es muy difícil encontrar y reconocer a almas y sus obras o tratados que sinceramente conozcan la verdadera religión, la practiquen totalmente en sus vidas tanto internas como externas y la transmitan como es.

Apoorva Avasar (en inglés "The Unprecedented Occasion" ó La Ocasión sin Presedencia) es un poema en el que Shrimad Rajchandra añora el momento cuando será la primera vez en su vida eterna que alcanzará aquel estado de elevación en el que uno llega y ya no puede caer más. Son 21 versos de 4 estrofas largas que son recitados diariamente por miles de devotos quienes hacen un eco al sentimiento de añorar ese momento tal como hacía Shrimad Rajchandra antes de eventualmente lograr el momento de liberación. El poema además relata las etapas que preceden al momento de la absoluta liberación y los acontecimientos que llegan cuando ese momento se acerca y sucede.
En su vida personal, a la edad de 20, se casó y después entró en un negocio familiar. No obstante sus obligaciones familiares y de negocio, su obsesión de vida siguió siempre siendo la realización del alma y fueron tan altos los objetivos que logró en este respecto que a la corta edad de 32 años dejó todo para realizar completamente su objetivo.
Shrimad Rajchandra dejó invaluables obras que son leídas, cantadas y recitadas todos los días en numerosos Ashrams y casas a lo largo de varios lugares en el mundo. Su seguimiento en la India y fuera crece cada vez más.